# General Nakar
General Nakar (Bayan ng Heneral Nakar) är en kommun i Filippinerna. Kommunen ligger på ön Luzon, och tillhör provinsen Quezon. Folkmängden uppgår till 23 678 invånare.

## Barangayer
General Nakar är indelat i 19 barangayer.
| - Anoling - Banglos - Batangan - Catablingan - Canaway - Lumutan - Mahabang Lalim - Maigang - Maligaya - Magsikap | - Minahan Norte - Minahan Sur - Pagsangahan - Pamplona - Pesa - Poblacion - Sablang - San Marcelino - Umiray |